# Liste der Naturdenkmale in Hohentengen (Oberschwaben)
| Naturdenkmale | Anzahl |
| ------------- | ------ |
| FND           | 8      |
| END           | 2      |
| Gesamt        | 10     |

Die Liste der Naturdenkmale in Hohentengen nennt die verordneten Naturdenkmale (ND) der im baden-württembergischen Landkreis Sigmaringen liegenden Gemeinde Hohentengen. In Hohentengen gibt es insgesamt zehn als Naturdenkmal geschützte Objekte, davon acht flächenhafte Naturdenkmale (FND) und zwei Einzelgebilde-Naturdenkmale (END).
Stand: 31. Oktober 2016.

## Flächenhafte Naturdenkmale (FND)
| Name                              | Bild | Kennung     | Einzelheiten | Position | Fläche Hektar | Datum         |
| --------------------------------- | ---- | ----------- | ------------ | -------- | ------------- | ------------- |
| Baumhecke am Eisenberg            | BW   | 84370530003 | Hohentengen  | ⊙        | 0,4           | 25. Sep. 1940 |
| ehemaliger Hohlwegsüdl. Völlkofen | BW   | 84370530009 | Hohentengen  | ⊙        | 1,0           | 25. Sep. 1940 |
| Eichen-Eschengehölz in Bremen     | BW   | 84370530001 | Hohentengen  | ⊙        | 0,1           |               |
| Hecken am Hang                    | BW   | 84370530004 | Hohentengen  | ⊙        | 1,3           | 25. Sep. 1940 |
| Hecken östlich der Maiäcker       | BW   | 84370530000 | Hohentengen  | ⊙        | 0,2           | 25. Sep. 1940 |
| Hecken westlich Völlkofen         | BW   | 84370530008 | Hohentengen  | ⊙        | 0,3           | 25. Sep. 1940 |
| Sandgrube Gertenstock             |      | 84370530007 | Hohentengen  | ⊙        | 1,2           | 13. Jan. 1939 |
| Steinbruch Burrenesch             | BW   | 84370530006 | Hohentengen  | ⊙        | 0,1           | 13. Jan. 1939 |
| Legende für Naturdenkmal          |      |             |              |          |               |               |

## Einzelgebilde (END)
| Name                       | Bild | Kennung     | Einzelheiten | Position | Fläche Hektar | Datum         |
| -------------------------- | ---- | ----------- | ------------ | -------- | ------------- | ------------- |
| Birnbaum im Boschen        | BW   | 84370530005 | Hohentengen  | ⊙        | 0,0           | 13. Jan. 1939 |
| Doppeleiche am Galgenstock | BW   | 84370530002 | Hohentengen  | ⊙        | 0,0           |               |
| Legende für Naturdenkmal   |      |             |              |          |               |               |